# 伊萬·斯維特
伊萬·瓦西廖維奇·斯維特（烏克蘭語：Іва́н Васи́льович Сві́т，羅馬化：Ivan Vasyliovych Svit，1897年4月27日—1989年3月8日），烏克蘭《滿州通信》（日語：満州通信）編輯、記者、歷史學家、獨立運動家、集郵家。他是中國烏克蘭移民社群的主要代表，並充當了滿州日軍與哈爾濱烏克蘭人的中間人。

## 生涯
伊萬·斯維特生於1897年4月27日的烏克蘭哈爾科夫州库皮扬斯克，當時的名字是伊萬·瓦西廖維奇·斯維特拉諾夫（烏克蘭語：Іван Васильович Світланов）。他起初在哈爾科夫神學院學習，但發現對宗教沒有興趣，所以決定轉去哈爾科夫大學數學系。
1918年3月，斯維特拉諾夫移民至遠東地區。他起初想就此移民至美國，但由於在海參崴當牧師的叔叔請託，他之後輾轉在俄國海軍與通訊社工作。1922年10月，紅軍逼進海參崴，斯維特拉諾夫也不得不逃往哈爾濱，並為當地報紙工作。斯維特拉諾夫這時開始把自己原本的俄國姓氏，改為烏克蘭語的「斯維特」（烏克蘭語：Світ）。他在那邊出版了烏克蘭語雜誌《真誠的話語》。
1930年代，日本取得滿州控制權、並建立滿洲國時，哈爾濱共有11,000位烏克蘭人。斯維特也開始接觸和聯繫當時的日本人、創立了「烏克蘭民族之家」（Ukrainian National House）、開辦撰寫《滿州通信》（1932-1938）、並在南满铁路哈尔滨办事处工作。《滿州通信》吸引了哈爾濱大量的烏克蘭移民，斯維特也因此成了當時烏克蘭社群的重要人物。此外，斯維特也發表了大量與蘇聯、烏克蘭、與日本相關的時事和歷史著作。1941年，德蘇爆發戰爭，斯維特不得不搬到上海、在當地開了集郵店、並參加了上海烏克蘭全國委員會。1944年，斯維特參與了日烏雙語辭典的編篡事宜。另外，斯維特透過編製文件，幫了大約200位烏克蘭人，從中國移民到美國、阿根廷和澳洲。在中國的集郵生意，也讓斯維特能度過艱困的戰爭歲月。
戰後，斯維特先在1949年遷到臺灣。然後在1951年搬到阿拉斯加、最後搬到紐約市。他在後來成為烏克蘭藝術與科學學院（Ukrainian Academy of Arts and Science，UWAN）的成員，並研究烏克蘭僑民的歷史。斯維特也定期向中國郵票協會的期刊《The China Clipper》投稿，發表其發現的新發票。1961年至1972年，他擔任《烏克蘭集郵和錢幣學會》（Ukrainian Philatelic and Numismatic Society，成立於1951年）期刊的編輯。
1972年，斯維特寫了本專書《1903-1945年的日乌关系》（日語：日本とウクライナの相互関係 1903-1945），講述日本—烏克蘭關係。該書至今仍是唯一一本講述日烏關係的正式書籍。此外，斯維特還撰寫了有關經濟事務、烏克蘭人在亞洲或遠東的活動等文章。
1980年代初期，研究烏克蘭的日本學者中井和夫，與斯維特見了面。此外，奥尔加·霍缅科（オリガ・ホメンコ）和岡部芳彥也以研究斯維特而聞名。

## 著作
- （1933年）
- （1934年）
- （1937年）
- （1964年）

## 註解
1. 1 2  オリガ・ホメンコ (编).  . 群像社. 2022-02: 77–93 （日语）.
2. ↑  岡部芳彦 (编).  . 神戸学院大学出版会. 2021: 180 （日语）.
3. 1 2 3  . huri.harvard.edu.   [2024-08-28] （英语）.
4. 1 2 3  Khomenko, Olga; ХОМЕНКО, Ольга. . Ukraina Moderna. 2022-10, 32–33: 116–134  [2025-05-03]. ISSN 2078-659X. doi:10.3138/ukrainamoderna.32.116.
5. ↑  Хоменко, Ольга. . Laurus. 2022: 584 （乌克兰语）.
6. ↑  Cipko, Serge. . University of Alberta.
7. ↑  岡部芳彦.  . 経済学論集 | 神戸学院大学 経済学部. 2021-03, 第52巻 (第3・4号): 1–46.
8. 1 2 3  . manchukuostamps.com.   [2024-08-28].
9. ↑  Khomenko, Olga. . October 2022. doi:10.3138/ukrainamoderna.32.116 (不活跃 1 November 2024).

## 延伸閱讀
- Світ І. Зелена Україна. — Нью-Йорк-Шангай: Друкарня Т. Омельченко і Ю. Тищенко. 1949. — 32 с. chtyvo.org.ua/authors/Svit_Ivan/Zelena_Ukraina
- Світ І. Український Національний Дім в Харбіні. - Варшава: Український Океанічний Інститут ч. 2, 1943. - 44 с. diasporiana.org.ua/ukrainica/svit-i-ukrayinskyj-naczionalnyj-dim-v-harbini
- Світ І. Українсько-японські взаємини 1903-1945. - Нью-Йорк: Українське Історичне Товариство, 1972.  - 371 с. diasporiana.org.ua/istoriya/3665-svit-i-ukrayinsko-yaponski-vzayemini-1903-1945
- Світ І. Суд над українцями в Чіті (1923-1924 роки). - Лондон: Українська Видавнича Спілка в Лондоні, 1964. - 38 с. diasporiana.org.ua/ukrainica/13262-svit-i-sud-nad-ukrayintsyami-v-chiti-1923-1924-roki
- Українська Вільна Академія Наук, Архів імені Дмитра Антоновича, Архів І. Світа, Світ І. Скорочена історія українського руху на Далекім Сході (Азія) (Харбін, 1938) (рукопис), 130.